# 冬休み
冬休み（ふゆやすみ）とは、冬の長期休暇のことである。学校における正式な名称では、冬季休業（とうききゅうぎょう）ということが多い。3学期制の学校では2学期と3学期の間におかれる。

## 日本の冬休み

### 期間

#### 小学校・中学校・高校
小学校から高校まででは、概ね、曜日の配列によるが、12月21日（12月下旬）から1月6日までが一般的である。
なかには、曜日配列によっては12月22日から始まったり、あるいは1月10日までとなる年度もあり、宿題が出る。しかし、私立中学校・高等学校の場合は、基本12月25日から成人の日までだが、学校休業日に合わせたり、中学入試や高校入試があるため12月30日から成人の日までとなることもある。
一方、冬休みが長い代わりに夏休みの短い地域（北海道はすべての教育局管内。他に東北地方の一部）では最長で1月14〜20日頃まである地域も存在する。なお日数の長い北海道でも、中学校の場合は冬休みが長いと高校入試の準備に影響が出やすいため、札幌市など一部の市は12月25日頃から1月15日頃までとしている（小学校より冬休みが3〜5日程度短く、その分中学校の夏休みは増える）。
なお、沖縄県の冬休みは本土よりさらに短く、概ね12月25日頃から1月4日頃までである。2学期中に台風、土砂災害、大雨などの気象災害によって臨時休校が発生した場合はさらに短くなり、冬休みが12月30日からとなったり、さらには1月3日までとなる年度もある。
日本の元号が平成であった1989年から2018年までは天皇誕生日が12月23日であり、冬休みを12月23日からとする学校も多かった。2000年以降は、ハッピーマンデー制度の実施により成人の日が1月第2月曜日になってからは、暦の都合で冬休みが1月10日までとなる場合もある。一方、学校週5日制の実施・自然災害による休校・インフルエンザなどの学級閉鎖に伴う授業時間数の減少などに対処して、12月25日〜28日に終業式を行ったり、1月4日〜7日に始業式を前倒しして行う学校、年度もある。

#### 公務員
国家公務員の場合、12月29日〜1月3日。ただし、その前後の日（12月27日・28日、1月4日・5日）が土曜日、日曜日にあたるとその前後の日も事実上含まれる。
防災対応を行う気象庁と、警察・消防など、公共の安全を図るための機関のうち、事務手続きに関する以外の職種は、この期間も業務を行っている。また職員の交代勤務制で言えば、病院（入院患者の看病）や浄水場、清掃工場（施設の管理保全）、動物園（飼育動物の給餌）も同様である。
地方公務員の場合も国家公務員に準じているところが多いが、自治体ごとに条例で休日が定められるため、必ずしも国家公務員の休暇期間と一致しない。
太平洋戦争に突入した1941年から1945年にかけては、時局重大であるとして年末年始の期間（12月28日-1月5日）も平常勤務となった。

#### 銀行など金融機関
12月31日〜1月3日。なお、その前後の日（12月30日、1月4日、5日）が土曜日、日曜日にあたるとその前後の日も事実上含まれる。従来、正月三が日（1月1日〜3日）は大半の金融機関で預金の引き落としを店頭の機械（CD・ATM）により行うことが出来なかったが、2007年よりメガバンク（三菱東京UFJ銀行・三井住友銀行・みずほ銀行）の全てが年中無休で出揃い、また、りそな銀行も正月三が日や5月の大型連休のATMの利用が可能となった。ゆうちょ銀行のATMについても、2008年から、正月三箇日の利用が可能となった。ただし、ホリデーサービスを実施しているATMに限る。

#### 民間企業
概ね前述の公務員の場合に準じているが、休み期間を12月30日からとしたり、あるいは1月4日までとする企業も多い。大手製造業では、10日間程度の大型連休とする企業もある。運輸業や小売業、サービス業の場合は、12月から1月上旬にかけては書き入れ時で多忙となることから、年末年始期間中の休みがないか元日だけ休みという職場も多いため、1月中旬以降に冬休みを交代で取るケースが多い。

### 冬休みの宿題
- 書初め
- 凧作り
- 各教科のプリントやドリル
- 漢字・単語の練習
- 新年の目標や抱負をまとめる
- 本読み
- 体力づくり　など

### 冬休みのイベント
- クリスマス
- 大晦日
- 年越し
- 初詣
- 正月
- どんど焼き
- 左義長
- 七草粥
- かるた
- スキー
- スケート

### 自殺に関する統計
内閣府「平成27年版自殺対策白書」の（過去40年間）「20歳以下の日別自殺者数」では三学期が始まる1月8日前後で突出した自殺数となっている。
冬休み中における就学生徒の自殺は冬休み終盤に向けて集中しており、1月8日がピークとされる。自殺総合対策推進センターは「休み明け直後は大きなプレッシャーや精神的動揺が生じやすい」と述べている。

## 欧米の冬休み

### アメリカ合衆国
アメリカ合衆国の学校では冬休みの期間は一般に短くなっている。
一般的に12月25日から1月4日まで冬休み期間となる。宿題はない。一方、アラスカ州では小学校では12月16日から1月22日まで約1ヶ月ぐらい冬休み期間となる。しかしハワイの冬休みは本土よりさらに短く、概ね12月25日頃から1月2日頃までである。
公立学校の冬休みはかつては「クリスマス休暇」などと呼ばれていたが、イスラム教徒やユダヤ教徒などキリスト教以外の宗教人口の増加とともに、公立学校ではWinter RecessやWinter Breakと呼ばれるようになっている。

### ヨーロッパ
フランスやドイツでは渋滞や混雑の緩和を目的として、春休みや冬休みについて休暇の分散化の取り組みが行われている。この休業分散化の取り組みは、交通渋滞や混雑緩和による移動時間の短縮だけでなく、ピーク需要の平準化による旅行料金の低廉化、環境負荷の軽減、インフラの効率化、観光地における雇用の安定化、生産性の向上などの目的もある。

#### フランス
フランスでは全土をゾーンA、ゾーンB、ゾーンCの三つに分けて、冬休み（2月〜3月）や春休み（4月）を1週間ずつずらしてとる休業分散化が行われている。
例えば、2010年の学校休業日の分散化では、ゾーンAの地域（カン、クレルモン･フェラン、グルノーブル、リヨン、モンペリエ、ナンシ－メッツ、ナント、レンヌ、トゥールーズ）では2月13日から3月1日、ゾーンBの地域（エクス－マルセイユ、アミアン、ブザンソン、ディジョン、リール、リモージュ、ニース、オルレアン－トゥール、ポワティエ、ランス、ルーアン、ストラスブール）では2月6日から2月22日、ゾーンCの地域（ボルドー、クレテイユ、パリ、ヴェルサイユ）では2月20日から3月8日に冬休みが設定された。
なお、フランスの学校休業日の分散化は、休業時期が毎年同じにならないように、ゾーンごとに毎年入れ替わり変動する仕組みになっている。

#### ドイツ
ドイツでも冬休みの休業分散化が行われている。ドイツの学校休業日の分散化は州ごとに行われている。

## 各国の冬休みの期間

### カナダ
カナダの学校では12月20日から1月4日まで冬休み期間となる。
一方、カナダの小学校では日本の北海道の小学校の冬休みとそれほど同じく12月20日から1月22日まで約1ヶ月ぐらい冬休み期間となる。

### ロシア連邦
ロシア連邦の学校では12月20日から1月4日まで冬休み期間となる。
一方、ロシア連邦の小学校では12月19日から1月7日まで約3週間ぐらい冬休み期間となる。

### スウェーデン
スウェーデンの学校では12月25日から1月4日まで冬休み期間となる。

### 韓国
韓国では2学期制の小中高校の冬休みは日本と同じく12月25日ころから1月7日ころまでとなっている。

### 中国
中国では小中高校の冬休みは春節三が日を含めた1月29日から2月4日までとなっていっている、大体4週。旧暦で正月を祝うため、新暦の年末年始は1月1日が祝日となっている他は、通常通りとなっている。

### フィリピン
フィリピンの学校では次の学事年度6月に始まるため、冬休み期間は12月25日から1月4日までとなっている。

### インドネシア
インドネシアは国土が赤道近辺にあり、一年中が夏とされているため、季節の変化として冬を特定することが夏できない。なお、北半球では12月25日から1月4日までの約10日間。

### メキシコ
メキシコの学校では12月30日から1月2日まで冬休み期間となる。

### ブラジル
ブラジルは国土が赤道近辺にあるため、季節として冬を特定できない。しかし北半球では12月30日または31日から1月4日までの約5日間。

### タイ
タイの学校では冬休み期間は12月25日から1月4日までの約10日間までとしている。

### 南半球の国
北半球と夏冬が逆転するため、冬休みは7月25日から8月5日までとしている。

## 冬休みを題材にした作品
- 児童文学
  - エーリッヒ・ケストナー『飛ぶ教室』　偕成社文庫
  - アストリッド・リンドグレーン『やかまし村のクリスマス』　ポプラ社
  - アーサー・ランサム『長い冬休み』　岩波書店
- 小説
  - 恩田陸『ネバーランド』　集英社文庫
- 映画
  - 「ポーラー・エクスプレス」　2004年アメリカ映画
- 音楽
  - 西村知美「想い出の冬休み」

## クリスマス休暇との関係
クリスマス休暇は北半球の国々では冬休みの時期にあたるが、南半球の国々（ブラジルなど）では夏休みの時期にあたる。